# Feber
 Denne artikel bør gennemlæses af en person med fagkendskab for at sikre den faglige korrekthed.

 Der er for få eller ingen kildehenvisninger i denne artikel, hvilket er et problem. Du kan hjælpe ved at angive troværdige kilder til de påstande, som fremføres i artiklen.

Feber er et almindeligt forekommende symptom på en sygdomstilstand. Man har feber når kropstemperaturen runder 38 °C, som er én grad over normaltemperaturen for mennesker.[kilde mangler]
Bakterier og vira får hvide blodlegemer til at udskille stoffer i blodet. Disse stoffer virker som pyrogener (feberskabende stoffer) og ændrer indstillingen for den indre standard (sætpunktet) til fx 40 °C, lige som en termostat, hvorefter kroppen vil opregulere temperaturen ved forskellige mekanismer, til den når 40 °C (se varmeregulering).
Blodgennemstrømningen i huden mindskes, hvilket mindsker varmetabet og gør huden bleg og kølig. Der kan også komme kulderystelser, der øger varmeproduktionen.
Hvis temperaturen stiger til over 40 °C, åbnes der igen for blodtilførslen til huden, og huden bliver rød.
Feber er en måde, hvorpå kroppens immunforsvar forbedres over for visse infektionstyper. Bakterier får sværere ved at trives, og immunforsvaret arbejder hurtigere ved de højere temperaturer.
Hvis menneskets temperatur stiger til over 42,6 °C,[kilde mangler] bliver temperaturen dog livstruende, idet en række proteiner, herunder enzymerne, ødelægges ved så høj en temperatur.
Feber er oftest symptom på en infektion med virus eller bakterier; men den kan også skyldes allergi eller for meget sol (hedeslag).
Feber er i sig selv ikke farlig, før den overstiger 40 °C, og den bør normalt ikke slås ned, da den som sagt er en del af kroppens forsvar mod infektioner. Ved længerevarende feber (over 3-5 dage), eller ved feber højere end 40 °C, bør man dog kontakte egen læge.
Paracetamol (fx Panodil) og ibuprofen virker febernedsættende, og de er de eneste to stoffer der, i visse situationer, anbefales af sundhed.dk mod feber; der er dog som oftest ikke grund til at nedsætte feberen.
Kodimagnyl indeholder acetylsalicylsyre, som reducerer pyrogene stoffers virkning og er et effektivt febernedsættende stof. Det bør dog ifølge sundhed.dk ikke anvendes til at nedsætte feber.
Febervildelse kan opstå når man har feber og skal sove om natten. Det er en midlertidig tilstand af personlighedsændring eller bevidsthedstab i forbindelse med høj feber. Man kan komme til at drømme onde, mærkelige drømme og vågne badet i sved.